# Million Miles Away (canção de The Offspring)
"Million Miles Away" é um single da banda estadunidense The Offspring, lançado em 25 de junho de 2001 pela gravadora Columbia Records.

## Faixas

### Versão 1
1. "Million Miles Away" - 3:40
2. "Sin City" (cover de AC/DC)[6] - 4:33
3. "Staring at the Sun" (ao vivo) - 2:26
4. "Million Miles Away" (videoclipe da versão Enhanced CD)

### Versão 2
1. "Million Miles Away"
2. "Dammit, I Changed Again" (ao vivo)
3. "Sin City"
4. "Want You Bad" (mix de Blag Dahlia)
5. "Million Miles Away" (remix de Apollo 440)